# The New Seekers
The New Seekers fue una banda británica de pop, formada por el australiano Keith Potger en 1969, tras romper con su banda The Seekers. La idea era que The New Seekers iría dirigida al mismo tipo de público que The Seekers, pero su música tendría influencias del rock además de influencias de la música folk. La banda alcanzó sus mayores éxitos a principios de los 70.

## Formación
La banda se formó tras la desaparición de la exitosa banda australiana de los años 60 The Seekers. Keith Potger, miembro de los Seekers, fundó The New Seekers en 1969, junto a Laurie Heath, Chris Barrington, Marty Kristian, Eve Graham y Sally Graham (Eve y Sally no eran parientes). Potger también actuaba y grababa con la banda. Tras el lanzamiento de un único sencillo, el grupo se refundó en 1970 con Eve Graham, Lyn Paul, Marty Kristian, Peter Doyle y Paul Layton. Esta nueva formación alcanzó el éxito con su debut, una versión del tema de Melanie Safka "What Have They Done To My Song, Ma", (titulado en los EE. UU. como "Look What They've Done To My Song, Ma") que alcanzó el puesto 20 en el top de los EE. UU. y uno menos en el Reino Unido.

## Éxito comercial
Durante el año siguiente, la banda lanzó singles con escaso reconocimiento, pero en junio de 1971 lanzaron, "Never Ending Song of Love" (el primero de muchos éxitos producidos por David Mackay). La canción fue un gran éxito en el Reino Unido, siendo número 2 durante cinco semanas y fue uno de los sencillos más vendidos del año.. Hacia final de  1971, el grupo grabó y adaptó el jingle de la Coca-Cola, "I'd Like to Buy the World a Coke", con el que consiguió más fama. Con el tema original "I'd Like to Teach the World to Sing", del que nacía la versión para Coca Cola, consiguieron su primer éxito mundial. Fue número 1 en Reino Unido durante cuatro semanas y vendió casi un millón de copias. En los EE. UU., la canción también fue un éxito, alcanzando el número 7. También fue número en muchos otros países y la canción más exitosa de la banda.

## Eurovisión
La banda fue elegida para representara al Reino Unido en el Festival de Eurovision 1972. La canción "Beg, Steal or Borrow", fue elegida por los espectadores del show "It's Cliff Richard!" de la BBC One de entre seis canciones que presentaba el grupo. El grupo acabó en segunda posición el Festival celebrado en Edimburgo, donde recibieron del público la mayor ovación de la noche. La canción fue número 2 en Reino Unido y también se vendió bien en el resto de Europa.

## Carrera posterior
Por ese tiempo, lanzaron su álbum de más éxito, We'd Like to Teach the World to Sing, que alcanzó el número 2 Con el sencillo "Circles" alcanzaron otro éxito a mediados de 1972. A finales del año, el grupo tomó parte en el show de la BBC Fifty Years Of Music.
En 1973 la banda dio un ligero descenso, a pesar de alcanzar el top 20 con la adaptación de "Pinball Wizard". El miembro Peter Doyle abandonó la banda ese año y fue reemplazado por Peter Oliver. The New Seekers que había alcanzado algunos éxitos en EE. UU. hizo una gira por ese país con Liza Minnelli en 1973. Allí, grabaron el tema de cabecera del especial de televisión de Marlo Thomas, Free to Be... You and Me, programa hito diseñado para enseñar a los niños a expresarse ellos mismos y ser independientes a través de una serie de escenas. Desde el primer programa en 1974 la canción se ha convertido en un clásico de culto.
Hasta entonces, el mayor éxito del grupo había sido la harmonía a cinco voces, pero fue por entonces que empezaron a favorecer una voz determinada para sus canciones, como la de Marty Kristian para "Come Softly to Me" o la de Eve Graham para "Nevertheless", pero fue a finales de 1973 que la fórmula encontró su mayor éxito cuando Lyn Paul cantó "You Won't Find Another Fool Like Me". La canción fue su segundo mayor éxito. Esta fórmula continuó con "I Get a Little Sentimental Over You", también fue un éxito. De todas formas, a pesar de esta vuelta a las listas de éxitos, el grupo anunció su separación. Con acusaciones de que el grupo recibía poco dinero de sus éxtios, The New Seekers oficialmente se disolvió en mayo de 1974.

## Refundación
En 1976, The New Seekers se refundó con Kathy Ann Rae y Danny Finn reemplazando a Lyn Paul y Peter Oliver. Aunque la banda no volvió a los éxtios de antes, sí consiguió algunos colocar temas en las listas, como "It's So Nice (To Have You Home)" (1976), "I Wanna Go Back" (1977) y "Anthem (One Day in Every Week)" (1978). La banda siguió así hasta 1978, cuando Danny Finn y Eve Graham dejó el grupo para casarse. En 1980, intentó representar al Reino Unido en Eurovisión con la canción "Tell Me", pero fueron descalificado porque la canción fue televisada un año antes. Si hubieran participado en la preselección británica se hubieran enfrentado a su antiguo compañero Danny Finn, líder del grupo vencedor Prima Donna. Además, Mick Flinn y Donna Jones que luego fueron miembros de The New Seekers, también participaron en aquella preselección, con el grupo Pussyfoot.  Desde entonces la banda ha sufrido diversos cambios de miembros que incluyen a Caitriona Walsh, Nicola Kerr y Vikki James. Paul Layton ha permancido en el grupo todo este tiempo.

## Últimos tiempos
The New Seekers hicieron una gira en 2006, de la que se lanzó un CD, incluyendo los éxitos de grupo y otras versiones. En 2011 y 2012 Marty Kristian lanzó dos álbumes de grabaciones de las décadas de los 70 y 80. Peter Doyle murió el 13 de octubre de 2001 a causa del cáncer y Kathy Ann Rae murió el 11 de enero de 2011, también a causa del cáncer.